# Jan Franciszek Burté
Jan Franciszek Burté OFMConv., (fra) Jean-François Burté (ur. 20 czerwca 1740 w Rambervillers, zm. 2 września 1792 w Paryżu) – błogosławiony Kościoła katolickiego, męczennik, ofiara antykatolickich prześladowań okresu rewolucji francuskiej.
Do wspólnoty franciszkanów wstąpił w wieku 17 lat. W Zakonie Braci Mniejszych Konwentualnych pełnił funkcję lektora (wykładowcy klasztornego studium), a od 1778 roku wybierano go na gwardiana. W okresie gdy w rewolucyjnej Francji nasiliło się prześladowanie katolików, został aresztowany, a następnie przewieziony do klasztoru karmelitów i 2 września 1792 roku został tam zamordowany. Był jednym z oddanych przez komisarza Violette`a w ręce zgromadzonego tłumu odmawiających złożenia przysięgi na cywilną konstytucję kleru, zasieczonych szablami i bagnetami, a którzy uszli z rozpoczętej wcześniej masakry w ogrodzie. Ofiary mordu zostały pochowane w zbiorowych mogiłach na terenie cmentarza Vaugirard, część z nich wrzucono do studni klasztornej, a po ekshumacji w 1867 roku ich relikwie spoczęły w krypcie kościoła karmelitów. Był jedną z ofiar tak zwanych masakr wrześniowych, w których zginęło 300 duchownych, ofiar nienawiści do wiary (łac) odium fidei.
Dzienna rocznica śmierci jest dniem, kiedy wspominany jest w Kościele katolickim.
Jan Franciszek Burté znalazł się w grupie 191 męczenników z Paryża beatyfikowanych przez papieża Piusa XI 17 października 1926.